# Jacques de Solleysel
Jacques de Solleysel (1617-1680) sieur du Clapier et de La Bérardière est un auteur d'ouvrages sur les chevaux et la cavalerie. 

## Biographie
Jacques de Solleysel de la Bessée, seigneur du Clapier et de la Bérardière, est né dans la province du Forez en 1617 dans une de ses terres nommée le Clapier, près de Saint-Étienne, fils de Matthieu de Solleysel, officier des gendarmes écossais.
Il a fait ses études chez les Jésuites de Lyon, puis a suivi son inclination pour l'équitation. Il a suivi les cours de plusieurs écuyers célèbres. En 1635, il est allé étudier à Paris et a intégré l’Académie de Pluvinel. C’est Menou, écuyer de la Grande Ecurie, et auteur de l’ Instruction du Roi en Art de monter à cheval qui lui a enseigné l’équitation, les mathématiques, la littérature, la poésie, la peinture et la musique. En 1642, il prit les leçons de Monsieur de Buades, écuyer de Monsieur de Longueville, durant la négociation de Munster où il avait suivi le comte d'Avaux pour voir l'Allemagne. Puis, en 1648, il s'est retiré dans sa province où il a enseigné les exercices du Manège à de jeunes gentilshommes dans une académie hippique qu'il avait établie à Lyon.
Il s'est établi à Paris entre 1653 et 1658 à la demande de Monsieur Bernardi et enseigna dans l'académie de ce dernier ce qui lui a donné d'acquérir une grande réputation. Le roi l'a nommé écuyer ordinaire de sa Grande Écurie. Il a aussi dans son académie été écuyer de l'Électeur de Bavière.
Il a alors publié en 1664 Le Parfait Mareschal, première théorie vétérinaire émergeant de l'absurde, qui a été traduit d'abord en allemand, puis dans toutes les langues. Il a aussi produit en 1676 un petit livre Le Mareschal Méthodique, sous le nom de la Bessée, Escuyer de Monsieur l'Électeur de Bavière, et, en même temps un Dictionnaire de tous les termes de la cavalerie. L'assemblage de ces deux livres compose une des trois parties du livre des Arts de l'Homme d'épée. Il est le premier auteur français à aborder l'étude des chevaux de course sur la base de renseignements "d'un très brave cavalier qui m'a assuré les avoir eus en Angleterre.".
Il a augmenté et perfectionné le livre du Manège du duc de Neufcastel. Il a laissé des mémoires sur l' Embouchure des chevaux que sa mort n'a pas permis de terminer.
Il est mort subitement dans son Académie le 30 janvier 1680.

## Famille
Il s'était marié à Lyon le 26 mai 1653 avec Catherine d'Allier dont il a eu deux enfants :
- François-Jacques de Solleysel de la Bessée, seigneur du Clapier, premier gentilhomme du duc de Berry.
- Odet-Joseph de Solleysel de la Bessée, mineur à la mort de son père. Il a été aumônier du roi.

## Publications
- Nouvelle méthode de dresser les chevaux (traduction, par le duc de Newcastle)
- Le Mareschal méthodique (sous le pseudonyme "La Bessée")
- Dictionnaire des termes de la cavalerie
- Le parfait Mareschal, qui enseigne à connoistre la beauté, la bonté et les défauts des chevaux, les signes & les causes des maladies ; les moyens de les prévenir ; leur guérison, le bon ou mauvais usage de la purgation & de la saignée. La manière de les conserver dans les voyages, de les nourrir, & de les panser selon l'ordre (lire en ligne)